# Sobotka (nádraží)
Sobotka je dopravna D3 dirigovaná z Libuně (někdejší železniční stanice). Nachází se v západní části města Sobotka v okrese Jičín v Královéhradeckém kraji poblíž říčky Sobotky. Leží na neelektrizované jednokolejné trati Mladá Boleslav – Stará Paka.

## Historie
Stanice vystavěná dle typizovaného stavebního vzoru byla otevřena 26. listopadu 1905 společností Místní dráha Sudoměř - Skalsko - Stará Paka v úseku ze Sudoměře a Skalska přes Mladou Boleslav až do Sobotky. 24. září 1906 byla trať dovedena až do Staré Paky.
Provoz na trati zajišťovaly od zahájení Císařsko-královské státní dráhy, po roce 1918 Československé státní dráhy. K 1. lednu 1925 byla trať zestátněna.

## Popis
Nacházejí se zde dvě vnitřní jednostranná nástupiště, k příchodu na nástupiště slouží přechod přes koleje.